# Niamey IV
Niamey IV ist eines der fünf Arrondissements der nigrischen Hauptstadt Niamey.

## Geographie

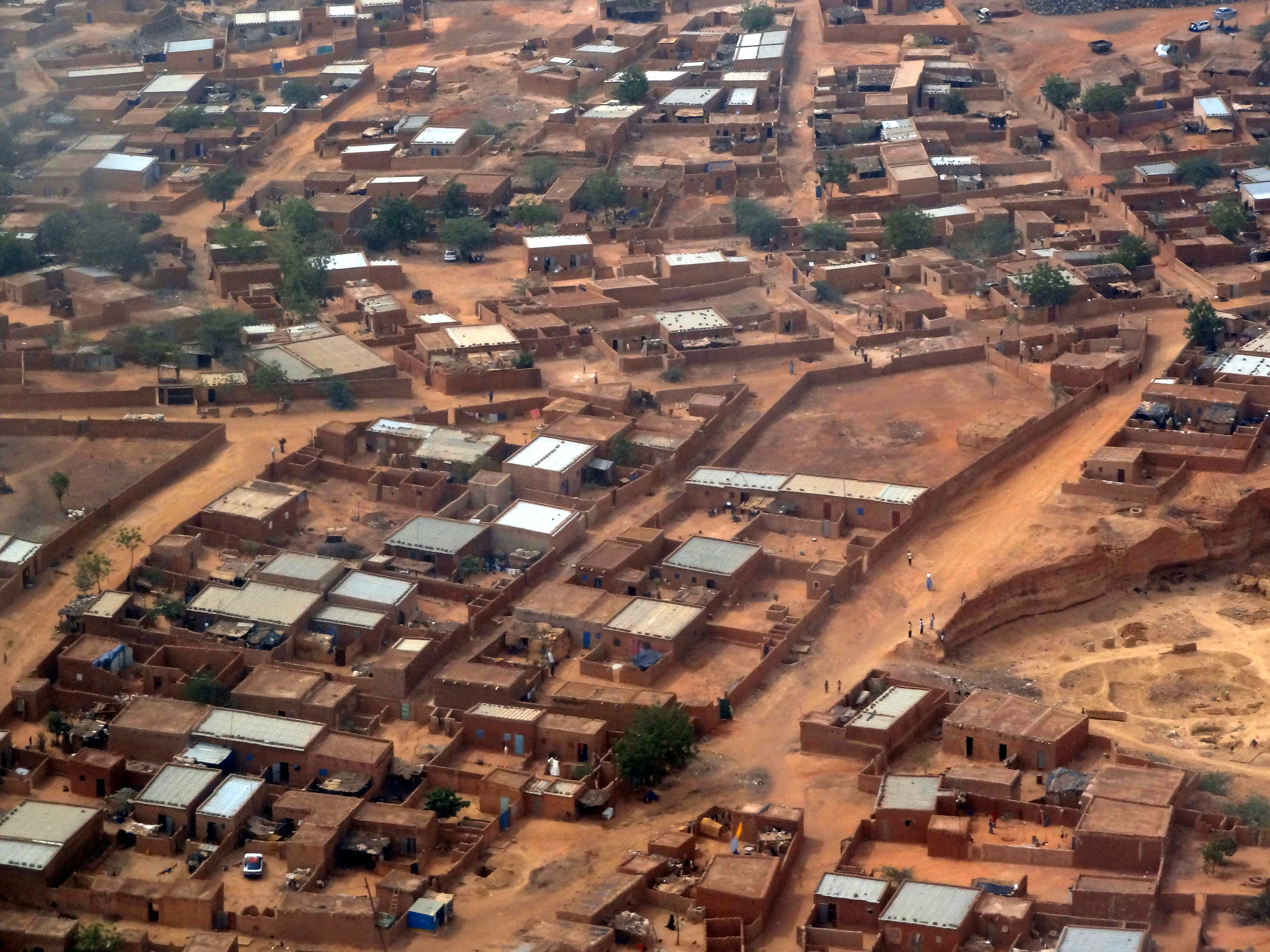
Luftaufnahme des Stadtviertels Pays Bas im Arrondissement Niamey IV

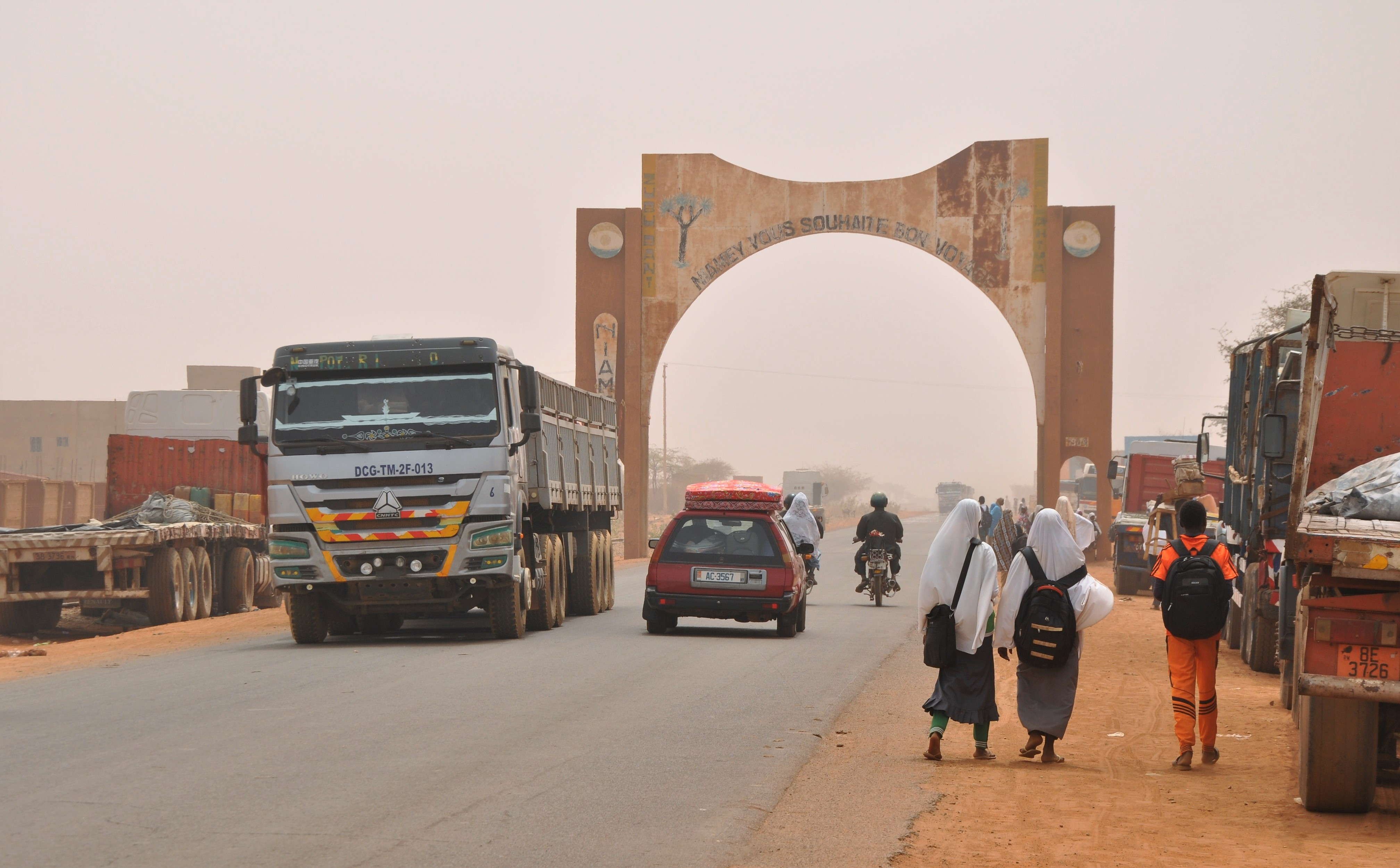
Nationalstraße 1 im Arrondissement Niamey IV

Niamey IV liegt im Osten der Stadt am linken Ufer des Flusses Niger. Das Arrondissement grenzt an Niamey III im Nordwesten und im Südwesten, jenseits des Flusses, an Niamey V. Richtung Norden wird die Stadtentwicklung durch den breiten Grüngürtel von Niamey eingeschränkt.
Niamey IV besteht aus einem urbanen Gebiet, das in 27 Stadtviertel (quartiers) gegliedert ist, und einem ländlichen Gebiet mit sieben Dörfern (villages) und neun Weilern (hameaux).
Die Stadtviertel sind:
- Aéroport I
- Aéroport II
- Camp Bagagi
- Génie Militaire
- Cité Asecna
- Escadrille
- Gamkalley Golley
- Gamkalley Sébanguey
- Kaf Kouara
- Koubo Mè
- Logement Militaire
- Niamey 2000
- Niamey IV
- Pays Bas-Tondi Gammé
- Prytanée Militaire
- Route Filingué
- Route Tchanga
- Saga Fandou
- Saga Fondobon
- Saga Gassia Kouara
- Saga Goungou
- Saga Sahara
- Saga Sambou Koira
- Sary Koubou
- Talladjé
- Talladjé Est
- Touré Koara

Die Dörfer sind:
- Bossey Bangou
- Deykouarey
- Gorou Keyna
- Kongou Gonga
- Kongou Zarmagandey
- Saga Gorou I
- Saga Gorou II

Die Weiler sind:
- Alpha Toukouara
- Bango Banda
- Fandoga
- Fandora
- Gayi Kouara
- Kongou Laba
- Kouara Béri
- Maouri Windi
- Tondi Kiré[1]

Durch das Arrondissement verläuft das Trockental Kori de Ouallam mit dem insgesamt 11,21 km langen Kongou-See. Ein etwas kleinerer See in Niamey IV ist der sechs Hektar große Bangou Bi.

## Geschichte
Niamey IV wurde 1996 als Stadtgemeinde (französisch: commune urbaine) innerhalb der Stadt Niamey gegründet. Bis zu diesem Jahr bestand Niamey aus nur drei Stadtgemeinden. Das Gebiet von Niamey IV gehörte zur damaligen Stadtgemeinde Niamey II. 2010 wurden die Stadtgemeinden Niameys in Arrondissements umgewandelt.

## Bevölkerung
Bei der Volkszählung 2001 hatte Niamey IV 165.347 Einwohner. Bei der Volkszählung 2012 betrug die Einwohnerzahl 274.484.

## Politik
Der Bezirksrat (conseil d’arrondissement) hat 14 Mitglieder. Mit den Kommunalwahlen 2020 sind die Sitze im Bezirksrat wie folgt verteilt: 7 MODEN-FA Lumana Africa, 3 PNDS-Tarayya, 1 MNSD-Nassara, 1 MPN-Kiishin Kassa, 1 MPR-Jamhuriya und 1 RCPR-As-Salam.